# Kasteel van Voorde

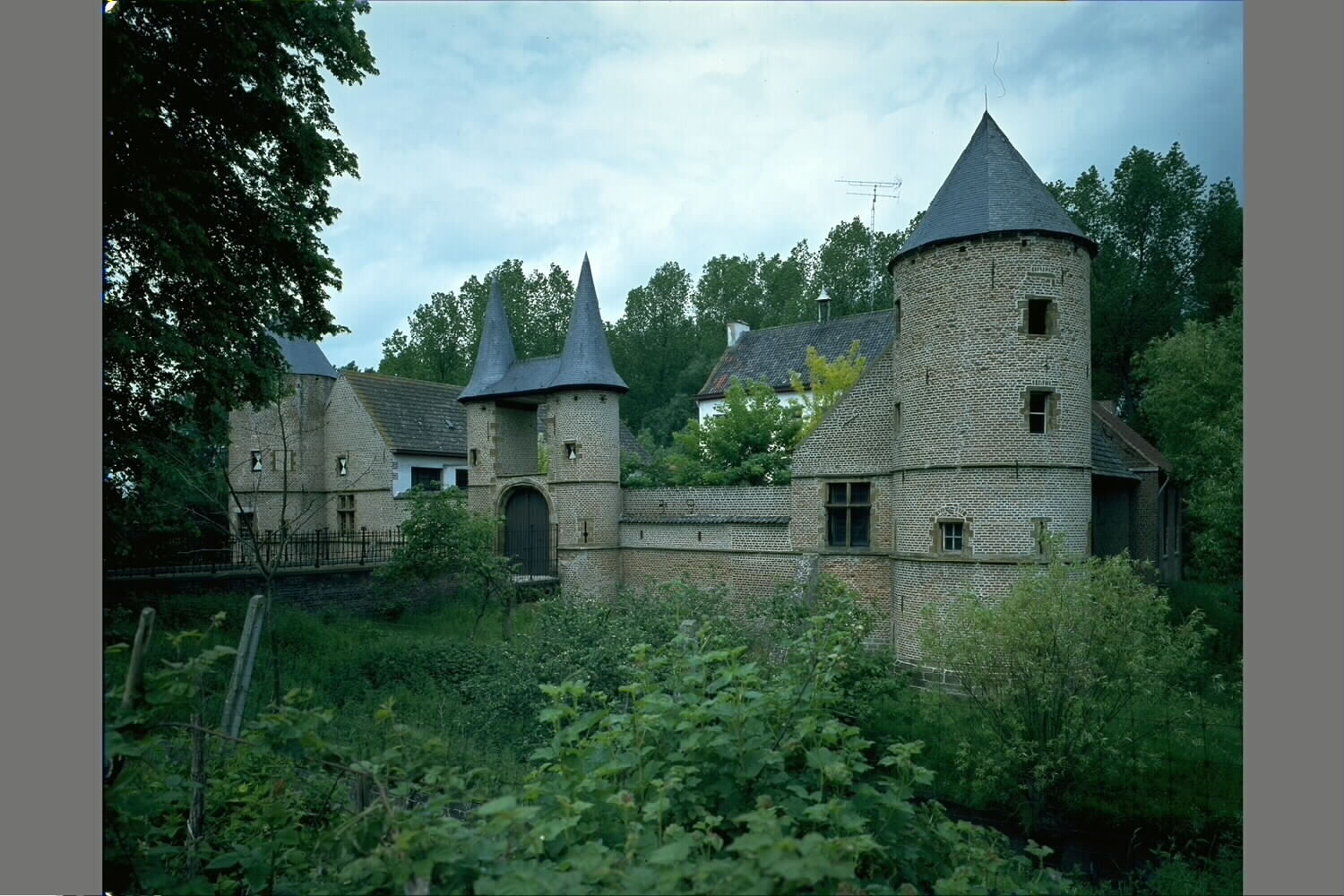
Kasteel van Voorde

Het Kasteel van Voorde is een kasteel in de tot de Oost-Vlaamse gemeente Ninove behorende plaats Voorde, gelegen aan de Sint-Marcellusstraat 9A.

## Geschiedenis
De eerste kasteelheer, Jan van Idegem, werd al in de 14e eeuw genoemd; hij was schepen van Geraardsbergen.
In 1539-1540 werd een nieuw kasteel gebouwd. In 1580, tijdens de Gentse Calvinistische Republiek, werd het kasteel door de Gentenaren in brand gestoken. Het werd hersteld en tot 1736 bewoond door de familie van der Meene. Daarna werd het nog als klooster en boerderij gebruikt door de Zusters van Buggenhout. In 1827 werd op de binnenplaats een neoclassicistisch herenhuis gebouwd. Vooral de westvleugel werd in 1928 verbouwd. Uiteindelijk kwam er een particulier in het kasteel te wonen die in 1974 het kasteel heeft gerestaureerd.

## Gebouw
Het omgrachte kasteel heeft vier vleugels die om een vierkante binnenplaats zijn gegroepeerd. Het is gebouwd in baksteen en zandsteen. Ronde hoektorens zijn op de hoeken van het vierkant geplaatst. De poortvleugel van 1539 heeft in het midden een poortgebouw dat door twee kleinere, ronde torens wordt geflankeerd. Men betreedt het kasteel via een ophaalbrug.